# Моэлан-сюр-Мер
Моэлан-сюр-Мер (фр. Moëlan-sur-Mer) — коммуна на северо-западе Франции, находится в регионе Бретань, департамент Финистер, округ Кемпер, центр одноименного кантона. Расположена в 47 км к юго-востоку от Кемпера и в 77 км к западу от Ванна, в 7 км от национальной автомагистрали N165, в месте впадения реки Белон в Атлантический океан.
Население (2019) — 6 742 человека.

## Достопримечательности
- Приходская церковь Святого Мелена 80-х годов XIX века
- Часовня Святого Филиберта и Святого Роха XVI века
- Усадьба Кертал (шато де Гюйи) XVI века, реконструированная в XVIII веке
- Шато Плакамен первой половины XIX века
- 11 мельниц XV-XVI веков на территории коммуны
- Несколько дольменов и менгирей

## Экономика
Структура занятости населения:
- сельское хозяйство — 4,9 %
- промышленность — 14,4 %
- строительство — 6,8 %
- торговля, транспорт и сфера услуг — 45,6 %
- государственные и муниципальные службы — 28,4 %

Уровень безработицы (2018) — 13,5 % (Франция в целом —  13,4 %, департамент Финистер — 12,1 %). 

Среднегодовой доход на 1 человека, евро (2018) — 22 920 (Франция в целом — 21 730, департамент Финистер — 21 970).

## Демография
Динамика численности населения, чел.

## Администрация
Пост мэра Моэлан-сюр-Мера с 2020 года занимает Мари-Луиза Гризель (Marie-Louise Grisel). На муниципальных выборах 2014 года возглавляемый ею левый блок победил во 2-м туре, получив 53,52 % голосов.
| Период | Период | Фамилия            | Партия                                                 | Примечания                                                                          |
| ------ | ------ | ------------------ | ------------------------------------------------------ | ----------------------------------------------------------------------------------- |
| 1959   | 1983   | Луи Орвоэн         | Народно-республиканское движение Демократический центр | депутат Национального собрания, сенатор, президент Генерального совета департамента |
| 1983   | 1995   | Жозеф Ле Бури      |                                                        | военный в отставке                                                                  |
| 1995   | 1995   | Морис Ассон        |                                                        |                                                                                     |
| 1995   | 2001   | Реми Дюбю          | Социалистическая партия                                | директор школы                                                                      |
| 2001   | 2008   | Рене Эдон          | Разные правые Союз за народное движение                |                                                                                     |
| 2008   | 2014   | Николя Морван      | Социалистическая партия                                | член Регионального совета Бретани                                                   |
| 2014   | 2020   | Марсель Ле Пеннек  | Разные правые                                          | учитель                                                                             |
| 2020   |        | Мари-Луиза Гризель | Разные левые                                           |                                                                                     |

## Города-побратимы
- Линденфельс, Германия

## Галерея

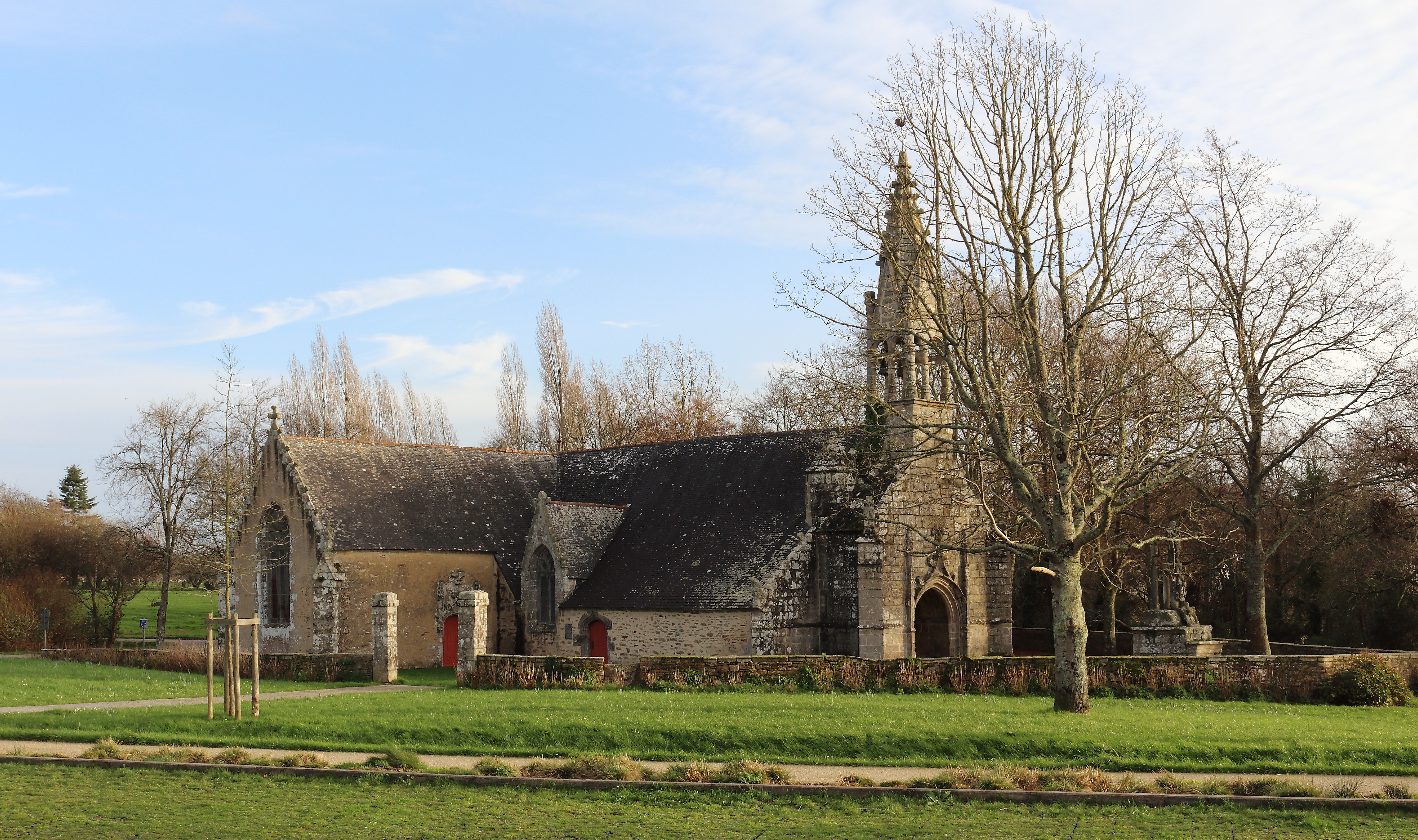
Часовня Святого Филиберта и Святого Роха
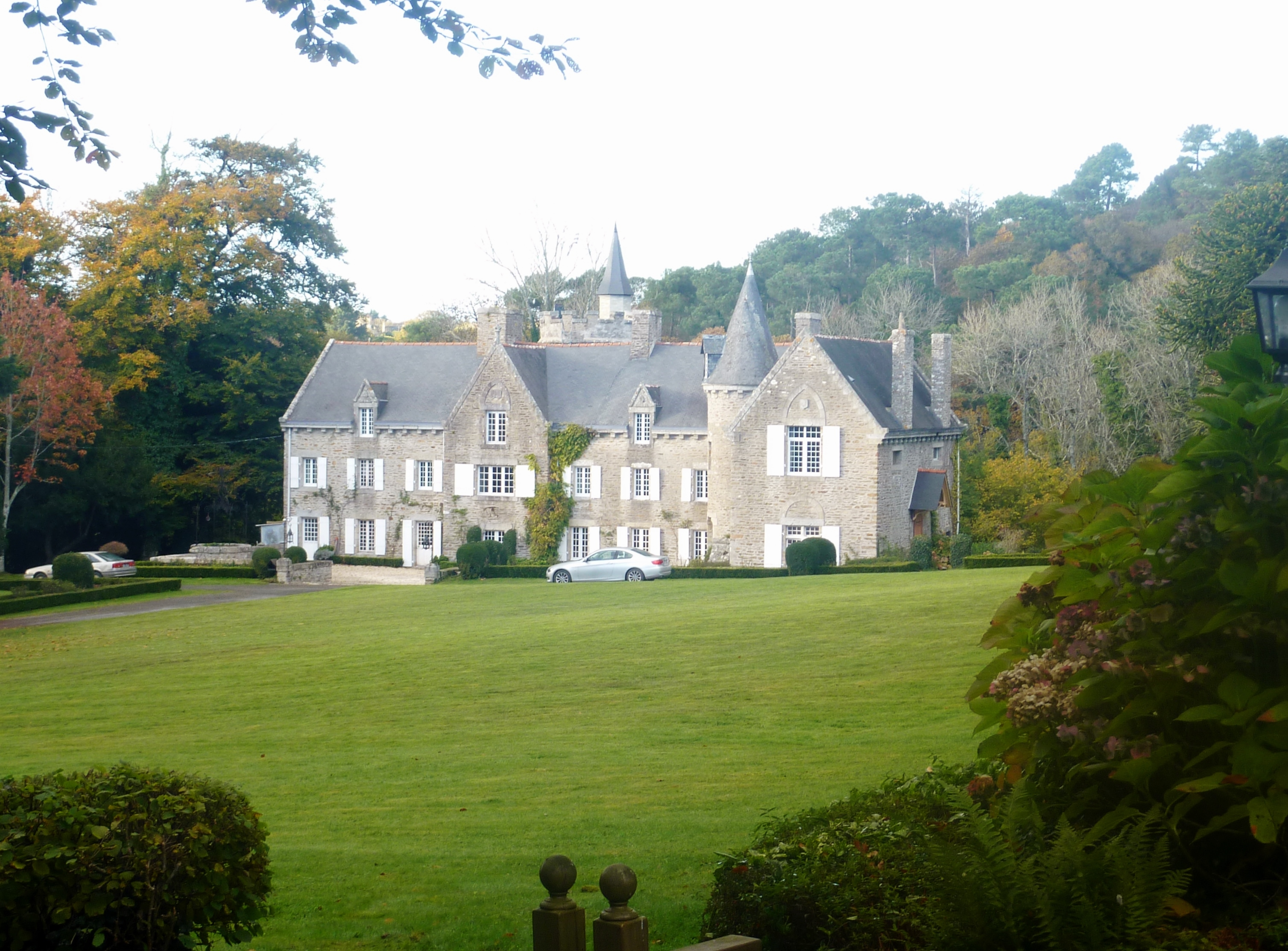
Усадьба Кертал
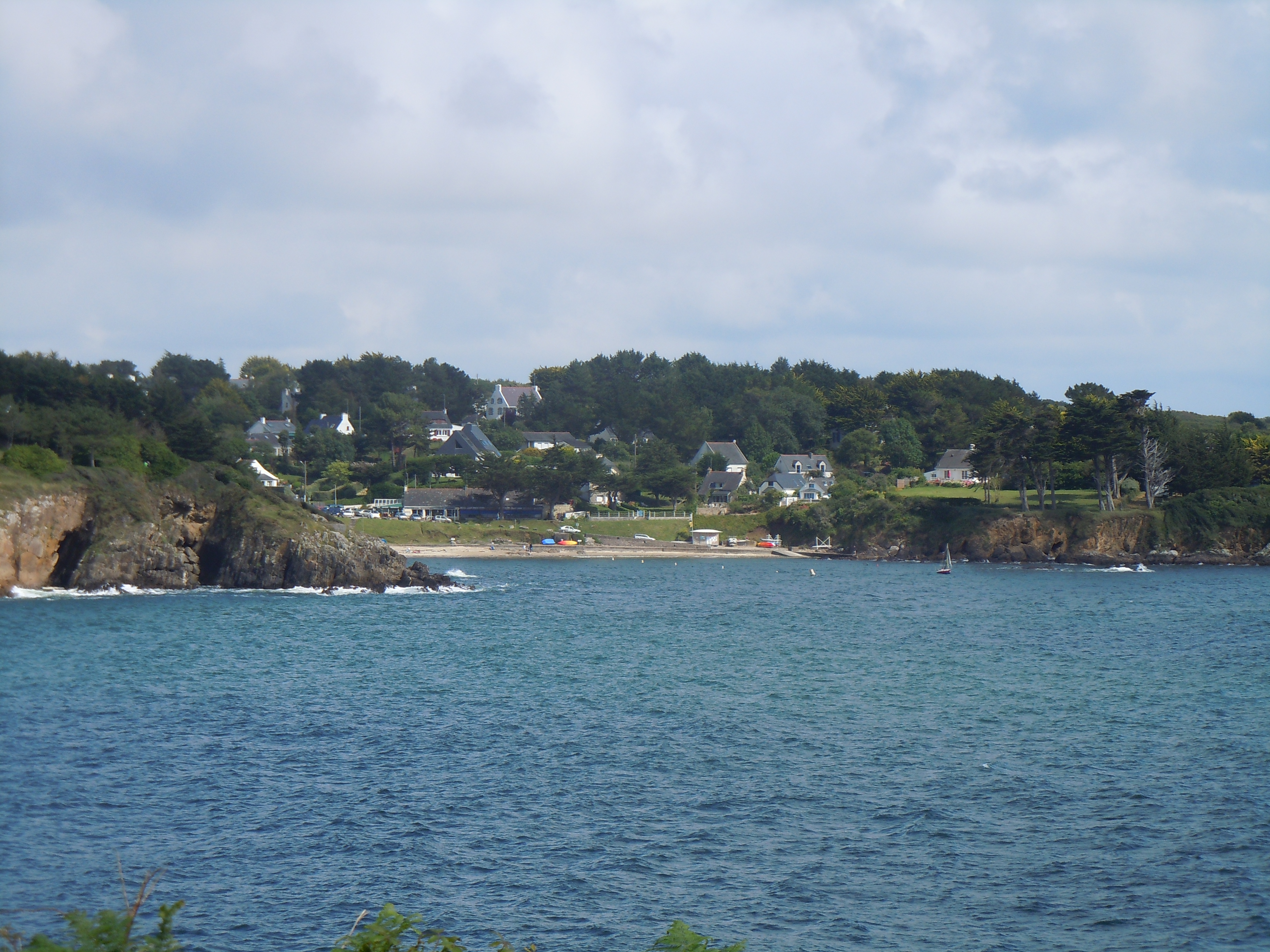
Пляж в месте впадения реки Белон в океан